# オナラスカ (テキサス州)
オナラスカ（英語: Onalaska）は、アメリカ合衆国テキサス州ポーク郡の市。国道190号線沿い、リヴィングストン湖の岬に位置する。人口は3,020人（2020年国勢調査）。

## 歴史

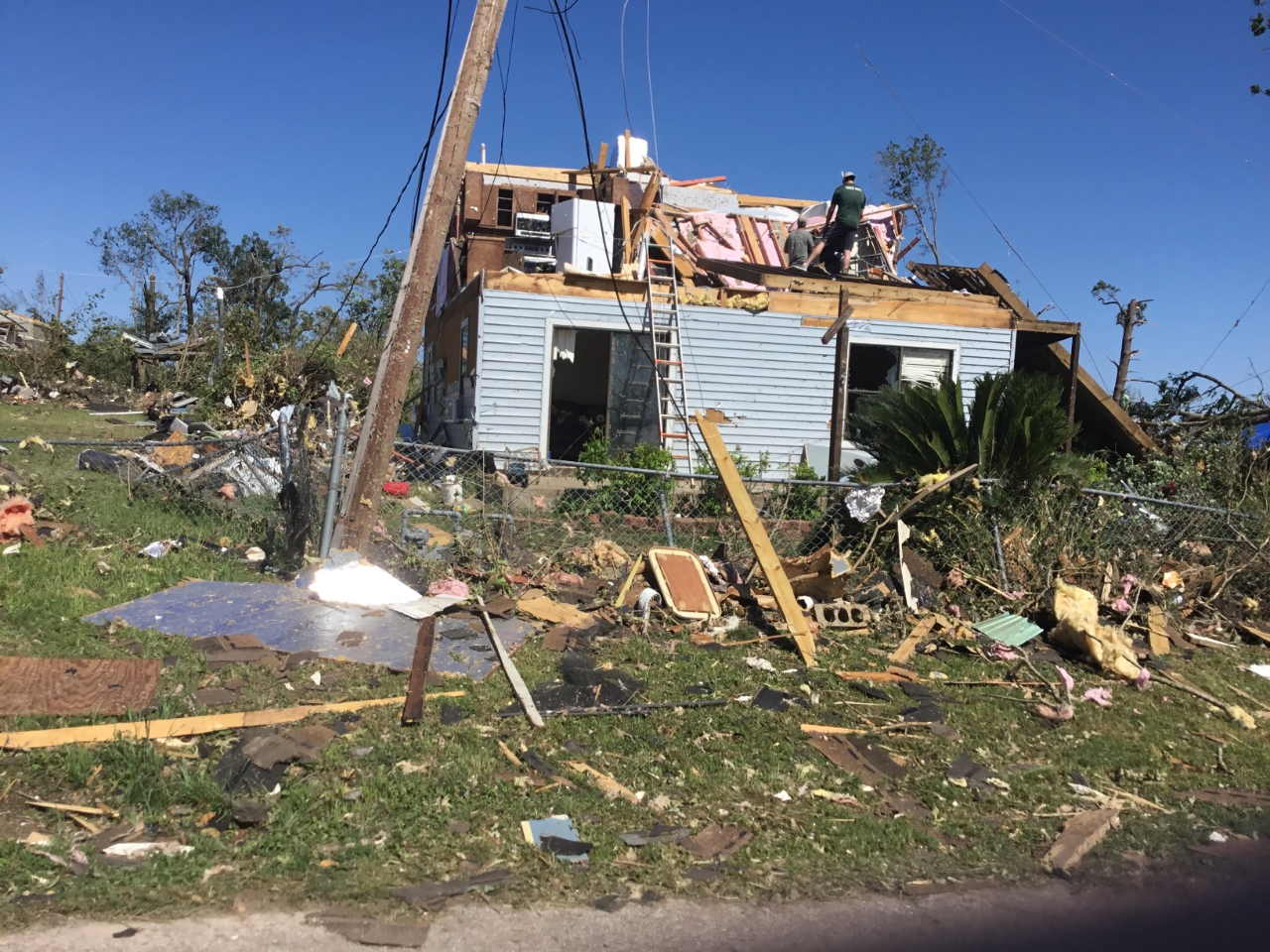
2020年のトルネードの被害

オナラスカ一帯は1840年に初めて入植が行われた。当時は農業が主体であったが、1904年にカーライル製材会社が製材所を建てると、瞬く間に郡庁所在地のリヴィングストンを凌ぐ活気ある街となった。社長のウィリアム・カーライルは、イングランドの詩人トーマス・キャンベルの詩の一節よりオナラスカと名付けた。なおカーライルは同名の都市をウィスコンシン州、ワシントン州、アーカンソー州（現在は閉鎖）に設立している。
製材所は1912年に別の会社が買収した後、資源不足を理由に1924年に閉鎖された。オナラスカは衰退し、1948年までには人口は80人まで減少した。1968年にリヴィングストン湖が完成すると、オナラスカの人口・経済は回復に向かった。
1967年5月1日、F2スケールのトルネードが街を襲い、住民2人が負傷し、郵便局の屋根が吹き飛ばされた（Tornado outbreak of April 30 – May 2）。
2020年4月22日、さらに強力なEF3スケールのトルネードが街を襲った。多くの家屋が損壊し、住民3人が死亡、33人が負傷した（Tornado outbreak of April 21–23, 2020）。

## 地理
アメリカ合衆国国勢調査局によると、2023年時点の面積は5.46平方マイル (14.1 km2)で、そのうち陸地は5.44平方マイル (14.1 km2)、水域は0.02平方マイル (0.052 km2)、割合は0.37パーセントである。

## 住民
2020年国勢調査によると、人口は3,020人である。人種別だと白人が8割以上を占める。2010年国勢調査の人口は1,764人で、10年間で7割増となった。
| 人種 / 民族 (NH = 非ヒスパニック)               | 人口 2010 | 人口 2020 | % 2010 | % 2020  |
| ----------------------------------------------- | --------- | --------- | ------ | ------- |
| 白人 (NH)                                       | 1,566     | 2,492     | 88.78% | 82.52%  |
| アフリカ系アメリカ人 (NH)                       | 87        | 89        | 4.93%  | 2.95%   |
| ネイティブ・アメリカンおよびアラスカ先住民 (NH) | 11        | 23        | 0.62%  | 0.76%   |
| アジア系アメリカ人 (NH)                         | 11        | 21        | 0.62%  | 0.70%   |
| 太平洋諸島系 (NH)                               | 0         | 0         | 0.00%  | 0.00%   |
| その他の人種 (NH)                               | 0         | 0         | 0.00%  | 0.00%   |
| 混血 (NH)                                       | 28        | 166       | 1.59%  | 5.50%   |
| ヒスパニック/ラテン系アメリカ人                 | 61        | 216       | 3.46%  | 7.15%   |
| 合計                                            | 1,764     | 3,020     | 100%   | 100.00% |

## 教育
オナラスカはオナラスカ独立学区に属している。